# Margret Völker
Margret Völker (* 28. Februar 1966 in Hamburg) ist eine deutsche Film- und Theaterschauspielerin.

## Leben
Völker besuchte das Schauspielseminar bei John Costopoulos in New York und nahm in München Schauspielunterricht bei Carola von Seherr-Thoss. 1990 gab sie ihr Bühnendebüt am Studiotheater München in der Rolle als Elisabeth in Glaube Liebe Hoffnung unter der Regie von Oliver Schündler, dem Sohn Rudolf Schündlers. 1991 spielte sie im Tourneetheater Landgraf und trat am Bayerischen Staatsschauspiel auf. Es folgten Engagements am Studiotheater München (1992), am Theater im Pumpenhaus in Münster (1997) und am Modernen Theater in München (1998). Im September 2014 war sie im Hamburger Nikolaifleet zu sehen.
Völker wirkte seit 1991 in über 70 Film-und-Fernsehproduktionen mit. Im Nockherberg-Singspiel mit dem Titel Waldesruh im Jahr 2013 stellte Völker die Politikerin Margarete Bause dar.
Sie lebt in Hamburg.

## Filmografie
- 1991: Anwalt Abel (Fernsehserie, 1 Folge)
- 1992: Die zweite Heimat – Chronik einer Jugend (Miniserie)
- 1993: Brandnacht
- 1993: Novalis – Die blaue Blume
- 1993–1998: Wolffs Revier (Fernsehserie, 3 Folgen, verschiedene Rollen)
- 1994: Der Blaue
- 1995: Lindenstraße (Fernsehserie, 3 Folgen)
- 1996: Tatort – Perfect Mind – Im Labyrinth (Fernsehreihe)
- 1996: Dizzy, lieber Dizzy
- 1997: Ein Bayer auf Rügen (Fernsehserie, 1 Folge)
- 1997: Aus heiterem Himmel (Fernsehserie, 5 Folgen)
- 1998: Einsatz Hamburg Süd (Fernsehserie, 1 Folge)
- 1999: Kiss Me!
- 2000: Doppelpack
- 2000: St. Angela (Fernsehserie, 1 Folge)
- 2000–2003: Bei aller Liebe (Fernsehserie, 22 Folgen)
- 2002: Bobby
- 2002: Wann ist der Mann ein Mann?
- 2002: Unter Verdacht: Verdecktes Spiel (Fernsehreihe)
- 2003: SOKO Leipzig (Fernsehserie, 1 Folge)
- 2003: Kommissarin Lucas (Fernsehserie, 1 Folge)
- 2004–2013: Alarm für Cobra 11 – Die Autobahnpolizei (Fernsehserie, 2 Folgen, verschiedene Rollen)
- 2004: Kammerflimmern
- 2004: Tatort: Nicht jugendfrei
- 2004: Balko (Fernsehserie, 1 Folge)
- 2005: Der Bulle von Tölz: Ein erstklassiges Begräbnis (Fernsehreihe)
- 2005: Im Namen des Gesetzes (Fernsehserie, 1 Folge)
- 2006: Tatort: Außer Gefecht
- 2006: Bloch: Die Wut (Fernsehreihe)
- 2006:  Polizeiruf 110: Bis dass der Tod euch scheidet (Fernsehreihe)
- 2006: Tollpension
- 2007–2010: SOKO München (Fernsehserie, 3 Folgen, verschiedene Rollen)
- 2007: Tatort: Blutsbande
- 2008: Hanna und die Bankräuber
- 2008: Marie Brand und die tödliche Gier
- 2008: Polizeiruf 110: Rosis Baby
- 2008: Doctor’s Diary (Fernsehserie, 2 Folgen)
- 2008: Deadline – Jede Sekunde zählt (Fernsehserie, 1 Folge)
- 2008: KDD – Kriminaldauerdienst (Fernsehserie, 1 Folge)
- 2009: Die Rosenheim-Cops (Fernsehserie, Folge: Das Fenster zum Tod)
- 2009: So glücklich war ich noch nie
- 2010: Tatort: Der letzte Patient
- 2010: Tiere bis unters Dach (Fernsehserie, 1 Folge)
- 2010: Pfarrer Braun – Kur mit Schatten (Fernsehreihe)
- 2011: Adel Dich
- 2012: Kaddisch für einen Freund
- 2012: Kommissar Stolberg (Fernsehserie, Folge: Der Mann, der weint)
- 2012: Mobbing
- 2013: Doc meets Dorf (Miniserie)
- 2014–2016: München 7 (Fernsehserie, 6 Folgen)
- 2014–2021: SOKO Wismar (Fernsehserie, 2 Folgen, verschiedene Rollen)
- 2014–2024: Die Pfefferkörner (Fernsehserie, 2 Folgen, verschiedene Rollen)
- 2015: Um Himmels Willen (Fernsehserie, 1 Folge)
- 2015: Männer! – Alles auf Anfang (Miniserie)
- 2015: Unter der Haut
- 2015–2021: Großstadtrevier (Fernsehserie, 2 Folgen, verschiedene Rollen)
- 2016: Notruf Hafenkante (Fernsehserie, Folge: Lautlos)
- 2016: Tatort: Fegefeuer
- 2017: Jerks. (Fernsehserie, 1 Folge)
- 2018: Tatort: Im toten Winkel
- 2019: Gipsy Queen
- 2019: Fast perfekt verliebt
- 2019: Rocca verändert die Welt
- 2019: 23 Morde – Bereit für die Wahrheit? (Fernsehserie, 1 Folge)
- 2024: Bis zur Wahrheit